# Stolperstein in Remseck am Neckar
Der Stolperstein in Remseck am Neckar ist Adolf Falk gewidmet, dem letzten Juden von Hochberg. Der Stolperstein liegt in der Stadt Remseck am Neckar im Landkreis Ludwigsburg in Baden-Württemberg. Stolpersteine werden vom Kölner Künstler Gunter Demnig in weiten Teilen Europas verlegt. Sie erinnern an das Schicksal der Menschen, die von den Nationalsozialisten ermordet, deportiert, vertrieben oder in den Suizid getrieben wurden und liegen im Regelfall vor dem letzten selbstgewählten Wohnsitz des Opfers.
Der bislang einzige Stolperstein in Remseck am Neckar wurde am 1. Juli 2019 vom Künstler persönlich verlegt.

## Jüdische Gemeinden in Remseck
Auf dem Gebiet des heutigen Remsecks gab es ab dem 18. Jahrhundert zwei jüdische Gemeinden. Eine in Aldingen und eine zweite, größere in Hochberg. Beide Orte waren reichsritterschaftlich im Kanton Kocher organisiert und damit von Württemberg unabhängig. Die Ortsherren erlaubten zur Mitte des 18. Jahrhunderts jüdischen Familien aus Württemberg sich im jeweiligen Ort niederzulassen, woraus sich die beiden Gemeinden entwickelten. Seit 1795 gab es in Hochberg einen eigenen Friedhof, der unter anderem von beiden Gemeinden genutzt wurde. Die Hochberger Synagoge ist bis heute erhalten, sie wurde lange als evangelisch-methodistische Kirche verwendet.
Mitte des 19. Jahrhunderts erreichten beide Gemeinden ihre Blüte, danach kam es zu Wegzügen in größere Orte sowie nach Übersee. Die Aldinger Gemeinde wurde bereits 1872 aufgelöst, die in Hochberg 1914. Der letzte Jude der Hochberger Gemeinde war Adolf Falk. Er emigrierte 1939 und starb 1943 in London.

## Stolperstein
| Stolperstein | Inschrift                                           | Verlegeort     | Name, Leben |
| ------------ | --------------------------------------------------- | -------------- | --- |
|              | HIER WOHNTE ADOLF FALK JG. 1858 FLUCHT 1939 ENGLAND | Hauptstraße 18 | Adolf Falk (* 19. Juli 1858 in Hochberg, Königreich Württemberg; † 5. Oktober 1943 in London, England) war der Enkel des ersten jüdischen Lehrers in Hochberg Lazarus Falk und der letzte Jude, der in Hochberg lebte. Sein Vater Ferdinand Lazarus Falk (1822–1898) erlernte das Metzgerhandwerk und gab dies an seinen Sohn Adolf weiter. Als angesehener und geschätzter Geschäftsmann war Adolf Falk auch als Privatkreditgeber in Hochberg gefragt. So hat er in Not geratenen Hochbergern oft Geld oder andere wichtige Ressourcen geliehen. Einem Bauern, dessen einzige Kuh verendet war, der aber ein Zugtier brauchte, borgte er die eigene Kuh. Adolf Falk war seit 1885 verheiratet mit Karoline geb. Erlenbaches, die 1925 starb und auf dem jüdischen Friedhof in Hochberg begraben wurde. Das Paar hatte zwei Kinder, Hugo und Julie. Der Sohn Hugo, geboren am 6. Mai 1889, verzichtete 1905 auf seine württembergische Staatsangehörigkeit und wanderte 1905 nach London aus. Von dort spendete er alljährlich eine Spende von 200 Mark für die Bedürftigen der Gemeinde in Hochberg. Adolf Falk musste während der Novemberpogrome 1938 miterleben, wie ein wütender Mob von SA-Beamten versuchte das Synagogengebäude, welches schon seit 1907 nicht mehr als Synagoge genutzt wurde, in Brand zu setzen. Durch Eingreifen gelang es dem Wirt des nahegelegenen Gasthauses, der Zerstörung Einhalt zu gebieten. Adolf Falk sah sich 1939 durch die antijüdischen Machenschaften des NS-Staates gezwungen nach England auszuwandern, und somit seinem Sohn Hugo zu folgen. Durch ein Berufsverbot, einen Zwangsverkauf von Immobilien der jüdischen Bevölkerung und einer Verweigerung von Behandlungen im Waiblinger Krankenhaus war es Adolf Falk unmöglich weiter in seiner Heimatstadt zu leben. Adolf Falk lebte noch weitere vier Jahre im Londoner Stadtteil Hackey und wurde auf dem Wilesden Jewish Cementery im Stadtteil Brent begraben. Die Nachkommen von Adolf Falk sind heute über weit die ganze Welt verstreut. Neben dem Sohn Hugo in London, wanderte die Tochter Julie 1939 nach Luzern aus. Ein großer Teil ihrer Kinder und Enkel blieb in der Schweiz, während einer ihrer Söhne nach Israel zog. Sie wissen von dem Stolperstein und haben sich per Post für die Verlegung bedankt. |

## Verlegung
- 1. Juli 2019[7]

Daniela Zimmermann und Anke Steck rekonstruierten seine Biografie und suchten seine Nachfahren.